# Піннов (Уккермарк)

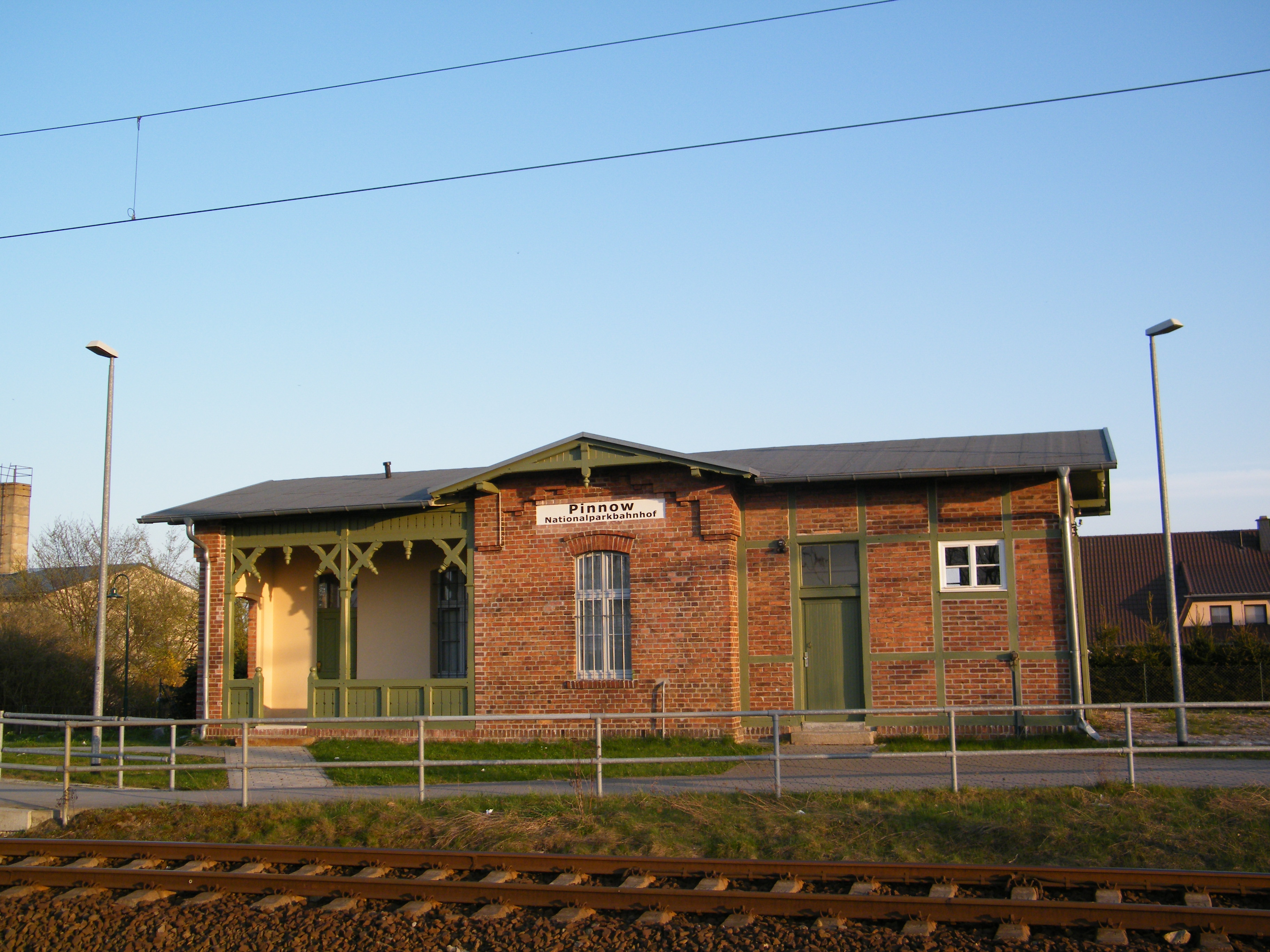
Піннівський вокзал

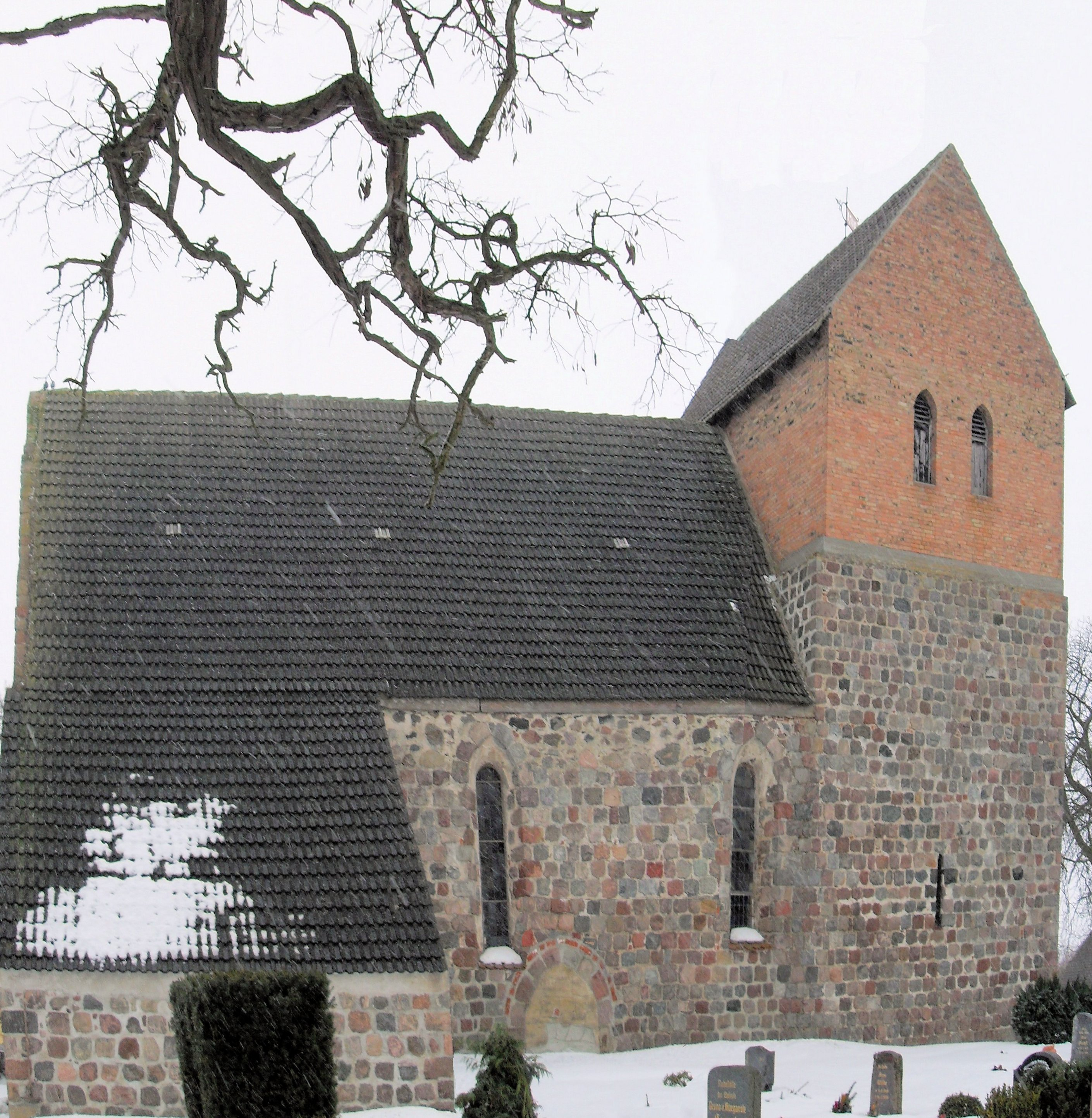
Піннівська церква

Піннов (Уккермарк)  (нім. Pinnow (Uckermark)) — громада у Німеччині, у землі Бранденбург. 
Входить до складу району Уккермарк. Підпорядковується управлінню Одер-Вельзен. Населення - 916 мешканців (на 31 грудня 2010). Площа - 12,93 км². Офіційний код  — 12 0 73 440. 

## Населення
| Рік  | Населення |
| ---- | --------- |
| 2005 | 948       |
| 2010 | 922       |